# Бас-Лобэ
Бас-Лобэ — биосферный резерват в Центральноафриканской Республике.

## Физико-географическая характеристика
Биосферный резерват расположен на юге страны между рек Mbaéré и Bodingué в лесу Лобэ. Восточнее резервата находится город Mbaïki, а северо-восточнее — Bambio. Резерват находится под руководством проекта Ecofac, как и одноимённый лесной резерват.
В базе данных всемирной сети биосферных резерватов указаны следующие координаты центра резервата 03°40’N; 17°50’E, общая площадь составляет 182 км² и не разделена на зоны. Площадь лесного резервата составляет 1950 км².

## Флора и фауна
На территории резервата существует чёткая граница между саванной и лесом. На берегах водоёмов в сезон дождей леса могут быть затоплены. Основными видами деревьев являются Staudtia gabonensis, Pycnanthus angolensis, Celtis, Musanga cecropioides, Dacryodes edulis, Uapaca heudelotii, Strombosia, Blighia welwitschii. Для саванны характерны низкорослые Annona senegalensis, Terminalia glaucescens, Hymenocardia acida, Bridelia ndellensis, Maprounea africana.
На территории резервата нет крупных млекопитающих. 332 вида птиц были замечены в Бас-Лобэ.